# José Cura
José Cura (ur. 5 grudnia 1962 w Rosario) – argentyński tenor, dyrygent, reżyser, scenarzysta i fotograf, znany z oryginalnych i wyrazistych przedstawień bohaterów operowych, w szczególności z roli Otello, w operze Verdiego o tym samym tytule, Samsona, bohatera opery „Samson i Dalila” Camille Saint-Saënsa, Canio z „Pajaców” Leoncavallo, „Stiffelio” Verdiego i wielu innych.
W 2007 roku miała miejsce światowa premiera produkcji „La Commedia è finita”, przedsięwzięcie to zostało w całości zaprojektowane i wyreżyserowane przez José Curę, który ponadto zaśpiewał w nim główną rolę Canio. Dla Cury był to początek kariery scenografa i reżysera, której kolejnymi etapami było wystawienie „Samsona i Dalili” w Badisches Staatstheater Karlsruhe w 2010 roku (gdzie również zaśpiewał tytułową rolę), „Jaskółki” w Lotaryńskiej Operze Narodowej w Nancy (gdzie wystąpił w roli dyrygenta), oraz w 2012 roku „Rycerskości wieśniaczej” i „Pajaców” w Walońskiej Operze Królewskiej w Liège, gdzie wcielił się w role Cania i Turiddu.
W Polsce znany głównie z występów ze śpiewaczką operową, Ewą Małas-Godlewską, z którą nagrał płytę Song of love oraz koncert dla Telewizji Polskiej.

## Kariera

### Początki[6][7]
Talent muzyczny José Cury rozwijał się bardzo szybko: w wieku 12 lat uczył się gry na gitarze pod przewodnictwem Juana di Lorenzo, w wieku 15 lat zadebiutował jako dyrygent chóru, jako szesnastolatek rozpoczął naukę kompozycji u Carlosa Castro i gry na fortepianie u Zulmy Cabrery. W 1982 rozpoczął naukę na wydziale muzycznym Uniwersytetu Narodowego w Rosario, w następnym roku został dyrygentem-asystentem chóru uniwersyteckiego. W wieku 21 lat wygrał stypendium w Teatro Colón w Buenos Aires, gdzie spędził 6 miesięcy. Cura koncentrował się na kompozycji i dyrygenturze, nadal śpiewając w chórze operowym, do 1988 roku, kiedy rozpoczął pracę z Horacio Amauri, chcąc rozwinąć odpowiednią technikę wokalną. Zdecydowawszy się na rozwijanie kariery operowej, Cura w 1991 roku przeprowadził się do Włoch, gdzie rozpoczął trening wokalny pod okiem Vittoria Terranovy. W lutym 1992 roku zadebiutował w Weronie w roli Ojca w „Pollicino” Henze’go. W Genui zagrał Remendado w „Carmen” Bizeta, i Kapitana Kuszników w „Simon Boccanegra” Verdiego. W 1993 roku Cura zagrał swoją pierwszą główną rolę w „Signorina Julia” Bibalo w Teatro Lirico di Giuseppe Verdi w Trieście. Rok 1994 rozpoczął się serią niezwykle udanych debiutów: w rolach Ismaela w „Nabucco” Verdiego w Genui, Don Alvaro w „Mocy przeznaczenia” w Turynie, a następnie w roli Ruggero w światowej premierze trzeciej wersji „Jaskółki” Pucciniego i Roberto, z rzadko wystawianej opery „Wiły”, tego samego kompozytora (Martina Franca). To drugie wykonanie jest szczególnie godne uwagi, jako pierwsze kompletne nagranie z udziałem Cury. W tym samym roku Cura zajął pierwsze miejsce w konkursie Operalia, sygnowanym przez Plácido Domingo. W listopadzie, w Chicago, rolą Lorisa Ipanova w operze Umbero Giordano „Fedora”, u boku Mirelli Freni, zadebiutował w Stanach Zjednoczonych, rolę tę następnie powtórzył w Trieście w 1995, w Londynie w 1996, w Wiedniu w 1997 i 1998 i w Tokio, Zurychu i Lecce w 1998.

### 1995–2000
Cura zaczął rozwijać swój repertuar w 1995 roku. W lutym wrócił do Włoch, aby wystąpić jako Paoli il Bello w operze „Francesca da Rimini” Riccardo Zandonai w Palermo. W lipcu zadebiutował w Covent Garden Theatre, w tytułowej roli w operze „Stiffelio”, w wieczór otwierający Festiwal Verdiego. W 1996 budował i stopniowo umacniał swoją pozycję jednego z najbardziej obiecujących tenorów swojego pokolenia. Po styczniowym występie w roli Osaki w alegorycznej operze Mascagniego „Iris” w Operze Rzymskiej, powrócił do Londynu aby wziąć udział w „Samsonie i Dalili” Saint-Saënsa, rola ta przyniosła mu światowe uznanie. Rok 1996 przyniósł również dwie nowe role-Pollio w „Normie” Belliniego, i Don José w „Carmen”, którymi zadebiutował w Los Angeles i San Francisco. Inne kluczowe role, wliczając w to „Wiły”, „Pajace” Leoncavallo, „Andrea Chénier” Giordano w Operze w Zurychu, „Rycerskość wieśniacza” Mascagniego na festiwalu w Rawennie (pod batutą Ricardo Muti, transmitowane przez telewizję włoską), i „Pajace” w amsterdamskim Concertgebouw (dyrygowane przez Ricardo Chailly i transmitowane na żywo). W grudniu wystąpił w odcinku na temat Pucciniego w cyklu dokumentalnym BBC „Wielcy Kompozytorzy”. Styczeń 1997 to czas debiutu w mediolańskiej La Scali, gdzie wystąpił w roli Enzo w „La Gioconda” Ponchiellego. Cura powrócił do La Scali w Czerwcu 1998 jako Des Grieux w „Manon Lescaut” Pucciniego, i ponownie w Lutym 1999 w „Mocy Przeznaczenia”, oba pod batutą Riccardo Mutiego.
W efekcie wzrastającej pozycji i reputacji oraz narastającego zainteresowania krytyków, José Cura powziął kluczową dla jego przyszłej kariery decyzję. W 1997 roku, w turyńskim Teatro Regio, w wieku 34 lat, pod batutą Claudio Abbado, Cura zadebiutował w głównej roli w operze „Otello” Verdiego, transmitowanej na żywo we włoskiej telewizji. La Nazione zatytułowało recenzję: „José Cura, narodził się nowy Otello!”. Sceny operowe całego świata porozumiały się pozwalając Curze zabrać swojego Maura w podróż do Londynu, Waszyngtonu, Madrytu, Triestu, Monachium, Buenos Aires, Nicei, Paryża, Wiednia, Zurychu, Warszawy, Tokio i Florencji, czyniąc z niego najbardziej pożądanego odtwórcę roli Otella swojego pokolenia. Po debiucie w roli Otello, Cura wystąpił w „Rycerskości wieśniaczej” w Bolonii, „Tosce” w Torre del Lago, w „Fedorze” w Wiedniu i w szeroko uznanym „Samsonie i Dalili” w Turynie. Latem 1997 w Arena di Verona po raz pierwszy wystąpił w głównej roli w operze „Carmen”. Rok zakończył serią sensacyjnych koncertów w Niemczech.
W 1998 roku po raz pierwszy wystąpił w „Aidzie” na inauguracji sezonu New Imperial Theatre w Tokio.
Mocno zakorzeniony w zbiorowej świadomości jako jeden z największych współczesnych głosów, w 1999 Cura rolą w „Carmen” powrócił do Paryża, przedstawieniem Moc przeznaczenia do Mediolanu i do Werony rolą w „Aidzie” (pierwsza opera transmitowana na żywo przez internet). Rok zakończył debiutem w „Rycerskości wieśniaczej” w Metropolitan Opera w Nowym Jorku, jako drugi tenor w historii MET debiutujący na premierze przedstawienia (wcześniej zrobił to w 1902 Enrico Caruso), i w Teatro Real w Madrycie w roli Otello, dyrygowanej przez jego wieloletniego przyjaciela i mentora Maestro Luisa Antonio García Navarro.

### 2000−2005
W roku 2000 Cura wystąpił w „Otello” w Waszyngtonie, i w roli Alfredo, wziął udział w przełomowej produkcji „La Traviata in Paris”, w autentycznych paryskich sceneriach, transmitowanej na żywo na cały świat.
W 2001 José Cura pojawił się w wielu szczególnych przedstawieniach i produkcjach operowych honorujących setną rocznicę śmierci Verdiego, wliczając w to przedstawienie „Otella” w Operze Wiedeńskiej 27 stycznia (dzień śmierci Verdiego), w paryskim Théâtre du Châtelet londyńskim Covent Garden, triesteńskim Teatro Lirico di GIuseppe Verdi i w Operze Zuryskiej. Wystąpił również w przedstawieniach „Aidy” w Grecji i Japonii i stworzył pamiętną role w „Don Carlos” w Zurychu. Dał dwa koncerty z sopranistką Danielą Dessì, poświęcone muzyce Verdiego w londyńskim Barbican Centre, i wspólnie z Renato Brusonem wystąpił na koncercie arii i duetów Verdiego w Parmie.
Cura kontynuował odtwarzanie ról w operach Verdiego w 2002 roku, kiedy wystąpił w roli Manrico w „Trubadurze” w ROH, ponownie wystąpił w roli Otella w Zurychu i w Warszawie, gdzie dał specjalny, jednorazowy występ. Pojawił się również w „Tosce” w Tokio, w „Pajacach” w Wiedniu oraz w „Samsonie i Dalili” w wersji koncertowej w Barbican Centre pod batutą sir Colina Davisa. Inne ważne koncerty z 2002 roku, wliczając w to 4 występy na świeżym powietrzu: Dalhalla w Szwecji, Łódź-Polska, Odeon Heroda Attyka w Atenach w Grecji i Hyde Park w Londynie, gdzie Cura wystąpił przed widownią szacowaną na 40 000 osób. Inne godne wzmianki występy to np. National Theater and Concert Hall w Tajpej, Pavilhão Atlântico w Lizbonie i Kreml w Moskwie.
Opery wystawione na początku 2003 roku to między innymi „Otello” (w Tokio), „Don Carlos” w Zurychu i „Tosca” (Wiedeń). W czerwcu Cura zadebiutował w roli Kalafa w Arena di Verona w fantazyjnej operze Pucciniego, „Turandot”. Sezon 2003/2004 rozpoczął debiutem w roli Jana Chrzciciela w operze Masseneta „Herodiada” w Operze Wiedeńskiej. W listopadzie Cura powrócił do repertuaru Verdiego powtarzając role w „Don Carlosie” i w „La Traviata”, obie w Zurychu. W grudniu i styczniu 2004 powrócił do USA, występując w produkcji Lyric Opera w Chicago-„Samson i Dalila”. W marcu powtórzył występ w ROH w Londynie. W Wiedniu publiczność miała szansę zobaczyć go w „Andrea Chénier”. W Zurychu zatryumfował w roli Dicka Johnsona w „Dziewczynie ze Złotego Zachodu” Pucciniego. W kwietniu dyrygował wykonaniem „Madame Butterfly” w Warszawie.
José Cura zawsze był zdania, że muzyka klasyczna powinna być dostępna dla mas. Poparł swoją tezę biorąc udział w dwóch spektakularnych wydarzeniach na początku 2004 roku. W lutym wszedł na podium dyrygenta, aby poprowadzić „Bal Maskowy” Verdiego w Piacenzy we Włoszech-była to unikalna, nowoczesna produkcja, ulokowana w przestrzennej sali wystawowej, przygotowanej na wystawienie przedstawienia dla możliwie najszerszej publiczności. W maju wybrał się do Seulu aby wziąć udział w kilku przedstawieniach „Carmen”, w ramach projektu przybliżającego operę mieszkańcom Azji. Przedstawienia odbyły się w amfiteatrze mieszczącym 37000 widzów, ze 120 metrową sceną wyposażoną w telebim o wielkości boiska do piłki nożnej. Sezon 2003/2004 zakończył „Otellem” w Hamburgu i „Carmen” w Warszawie.
We wrześniu 2004 José Cura powrócił do Zurychu aby ponownie wystąpić w roli Otella, a następnie wziąć udział w premierze „Stiffelio” w roli tytułowej. Pod koniec października Cura wrócił również do Lizbony, aby wziąć udział w koncercie na rzecz Associação Portuguesa Contra a Leucemia, podczas którego zaprezentował eklektyczny mix American spirituals, wybór najbardziej znanych arii i argentyńskich piosenek w pierwszym akcie, oraz wraz z rodzimymi gwiazdami zaprezentował się jako wytrawny gwiazdor muzyki pop w najpopularniejszych portugalskich piosenkach.
2 listopada był gospodarzem Nocy Dziesięciu Tenorów w Royal Festival Hall w Londynie. Cura wystąpił tam w podwójnej roli-jako tenor i dyrygent-po wykonaniu kilku znanych arii zajął miejsce na podium, ukazując nie tylko swoje zdolności dyrygenckie, ale również wrodzoną wrażliwość na potrzeby pozostałych młodych solistów.

### 2005–2010
Cura rozpoczął rok 2005 koncertową wersją „Korsarza” Verdiego w Barcelonie, następnie wystąpił w „Samsonie i Dalili” w MET. Wiosną 2005 Cura skupił się na odtworzeniu roli Canio w Berlinie i Piacenzy w dwóch bardzo różnych produkcjach. W czerwcu powrócił do Werony rolą Radamenesa w dwóch przedstawieniach „Aidy” w produkcji Franco Zefirellego. W lipcu wystąpił w dwóch przedstawieniach Otello. Sezon 2005 zakończył Turandot w Arena di Verona.
We wspólnym koncercie z Anną Netriebko wystąpił przed ośmiotysięczną widownią w Lanxess Arena w Kolonii. W czerwcu wziął udział w ceremonii otwarcia Mistrzostw Świata w Lekkiej Atletyce w Duisburgu. Sezon 2005/2006 rozpoczął w Londynie biorąc udział w długo wyczekiwanym przedstawieniu „Dziewczyny ze Złotego Zachodu” Pucciniego, w roli wyjętego spod prawa Dicka Johnsona. Następnie powtórzył rolę Roberto w rzadko wystawianej operze Pucciniego „Wiły” w Wiedniu. W styczniu 2006 roku wrócił na scenę w tytułowej roli w „Andrea Chénier” w Teatro Comunale di Bologna. W lutym, José Cura w barcelońskim Liceu, po osiemnastoletniej nieobecności przywrócił publiczności arcydzieło Verdiego-„Otello”.
Po ponownym wcieleniu się w role Alfreda w „Traviacie” i Stiffelia w niedocenianej operze Verdiego pod tym samym tytułem, Cura stał się pierwszym tenorem który przywrócił do życia Kalafa-bohatera opery „Turandot” Pucciniego, w awangardowej produkcji w Operze w Zurychu. Cura ponownie wystąpił w tej roli w sezonie 2006/2007 i 2007/2008. Z Zurychu Cura wyruszył do Wiednia, gdzie wystąpił w „Wiłach” i dyrygował „Madame Butterfly” w Operze Wiedeńskiej. W czerwcu Cura powrócił do Japonii aby ponownie wystąpić w „Andrea Chénier”. Jego występ został nagrodzony entuzjastyczną owacją, której przewodził Jun’ichirō Koizumi, premier Japonii, wielbiciel opery. Niespodziewany zwrot nastąpił latem, kiedy Cura przyjechał do Werony na pierwsze z kilku przedstawień „Pajaców”. Tenor, który miał wystąpić w roli Turiddu w połączonym z Pajacami spektaklu, zmuszony był wycofać się w ostatniej chwili, zostawiając Arena di Verona bez światowej klasy tenora, który byłby w stanie podjąć się roli. Cura natychmiast zareagował. Wstępując w letnim upale na antyczne kamienie rzymskiego amfiteatru, nadal cierpiąc z powodu jet-lag, próbując przywołać rolę w której nie występował od sześciu lat, spłacił honorowy dług, zaciągnięty w 1992 roku, kiedy Arena di Verona po raz pierwszy otworzyła przed nim ramiona. Cura był pierwszym tenorem w osiemdziesięcioczteroletniej historii Arena di Verona, który podjął się tak trudnego zadania. W połowie lipca Cura wyjechał do Rijeki w Chorwacji, na Letnią Noc Muzykowania. Po wrześniowym występie w roli Roberto w „Wiłach” w Wiedniu, Cura udał się do Berlina, aby wziąć udział w przedstawieniu „Dziewczyny ze Złotego Zachodu” w Deutsche Oper. W październiku wrócił do Turynu, występując ponownie w innowacyjnej inscenizacji Turandot. W październiku Cura powrócił do Stanów Zjednoczonych aby wziąć udział w szeregu koncertów w MET, oraz w dwóch koncertach. Zagrał również Mario Cavaradossiego w „Tosce” Franco Zefirellego. Znalazł również czas aby podczas krótkiego pobytu w Nowym Jorku polecieć do Miami jako gość specjalny Orquestra Sinfônica do Estado de São Paulo, w czasie nocy muzyki latynoskiej. Wziął również udział w gali Richard Tucker Music Foundation, prestiżowym dorocznym koncercie najwybitniejszych śpiewaków operowych. Łakomym kąskiem dla fanów opery „Don Carlos” Verdiego był listopadowy występ Cury w Zurychu. Przedstawił tam niezwykle wiarygodny obraz torturowanego, niepewnego siebie Infanta. W wiedeńskim wykonaniu tej samej opery, główny bohater został sportretowany całkowicie inaczej.
Po krótkim urlopie Cura wrócił, aby wziąć udział w trzech galach i ponownie wystąpić w „Pajacach” w Berlinie. W Zurychu zakończył rok wystawieniem „Turandot”, w Palermo zaprezentował się w roli Cavaradossiego w kontrowersyjnej inscenizacji „Toski”, a w Baden, w ostatniej chwili zastąpił w tej samej roli nieobecnego kolegę. Kolejnym punktem sezonu był występ w roli Canio w Berlinie. Po charytatywnej gali dla Associação Portuguesa Contra a Leucemia w Lizbonie, przed podróżą do Szanghaju z przedstawieniem „Turandot”, Cura wystąpił w specjalnym przedstawieniu „Otella” w Mannheimie. Wystąpił również w roli nauczyciela w klasach mistrzowskich dla grupy międzynarodowych śpiewaków, a następnie wziął udział w koncercie jako mecenas New Devon Opera. W lipcu dokonał niezwykłego wyczynu. Podczas kolejnego pobytu w Rijece wcielił się w role reżysera, scenografa i dramaturga w produkcji „La Commedia è finita”.
W lipcu, to, co w założeniu miało być letnim urlopem z rodziną, zmieniło się w triumfalny powrót do Argentyny. Cura wziął udział w ponownym odsłonięciu Pomnika Flagi w swoim rodzinnym mieście (gdzie został uznany za jedno z 50 niezwykłych świateł, które Rosario wysłało światu). Następnie wystąpił w serii ekstatycznie przyjętych koncertowych przedstawień „Samsona i Dalili”. Wziął również udział w niezapomnianym, intymnym koncercie, gdzie zaprezentował nowe kompozycje oparte na poezji Pabla Nerudy. Pobyt w Argentynie zakończył klasami mistrzowskimi dla młodych śpiewaków.
Cura zakończył gorące letnie miesiące w Cortonie, we Włoszech, dwoma koncertami na prestiżowym Tuscan Sun Festival. Poprowadził również Rosyjską Orkiestrę Narodową podczas wieczoru perełek orkiestrowej muzyki rosyjskiej, oraz wystąpił w koncercie, podczas którego zaprezentował najpopularniejsze arie Leoncavallo, Pucciniego, Verdiego i Bizeta. W Halle, wraz z Anną Netrebko, wystąpił w koncercie arii i duetów przed ośmiotysięczną widownią.
Następnie Cura powrócił do Barcelony, aby wystąpić w trwającej miesiąc serii przedstawień „Andrea Chénier” w Liceu. Po kolejnym koncercie galowym dla Associação Portuguesa Contra a Leucemia, Cura dotarł do Kolonii, aby zagrać główną rolę w słynnych operach werystycznych „Rycerskość wieśniacza” i „Pajace”. Pomiędzy przedstawieniami w Kolonii Cura wystąpił w dwóch koncertach w Eindhoven (drugi z koncertów został wymuszony ogromnym zainteresowaniem publiczności).
W styczniu 2008 Cura sprawił miłośnikom opery prezent, występując w rzadko wykonywanej operze Masseneta „Le Cid” w operze w Zurychu. W dniu premiery zmarł ojciec Cury, Oscar. Pomimo wielkiej osobistej tragedii, Cura zdecydował się wziąć udział w przedstawieniu, a zakończony owacjami na stojąco występ zadedykował swojemu ojcu. Następnego dnia odleciał do swojego rodzinnego miasta. Na początku lutego, w przerwie między przedstawieniami Le Cid w Zurychu, Cura poprowadził „Requiem” Verdiego dla węgierskiej organizacji Salva Vita, która działa na rzecz poprawy samodzielności niepełnosprawnych obywateli poprzez kształcenie zawodowe. Po marcowych występach w roli dyrygenta w Operze Berlińskiej, Cura ponownie zawitał do Stanów Zjednoczonych, gdzie wystąpił w oczekiwanej inscenizacji „Pajaców” w operze w San Diego, był to pierwszy występ Cury w roli Canio w Ameryce.
Po powrocie do Europy, Cura wystąpił w roli Otello w Operze Hanowerskiej, a następnie wziął udział w koncercie galowym w Düsseldorfie, oraz wystąpił w roli Cavaradossiego w „Tosce” w Karlsruhe. Lipiec zastał Curę we Włoszech-najpierw w Bolonii, gdzie powrócił popisową rolą Samsona, a następnie w Turynie, gdzie z okazji obchodów 150 rocznicy śmierci Pucciniego wystąpił w rzadko inscenizowanej operze „Edgar”. Cura podsumował letnie miesiące krótkim powrotem do Zurychu na dwa przedstawienia „Turandot”, a następnie wystąpił na Festiwalu w Toledo oraz Tuscan Sun Festival w Cortonie, gdzie zaprezentował również wystawę swoich fotografii, będącą zapowiedzią książki „Espontáneas”. Sezon letni zakończył „Samsonem i Dalilą” w Santanderze, w Hiszpanii.
Początek sezonu 2008/2009 zastał Curę pracującego w klasach mistrzowskich New Devon Opera, której jest mecenasem. W połowie września wrócił do ROH aby powtórzyć występ w roli Dicka Johnsona w „Dziewczynie ze Złotego Zachodu”. Rolę tę powtórzył następnie w Zagrzebiu i w Nancy. W Nancy wystąpił w rok przed tym i w rok po tym, jak prowadził klasy mistrzowskie przy stowarzyszeniu Nancy Opera Passion. W listopadzie wystąpił w Auditorio de Tenerife w roli Otello, z okazji jesiennego festiwalu. Pod koniec miesiąca wystąpił w Mannheimie w połączonym przedstawieniu Cav/Pag. Cura po raz pierwszy wystąpił w roli Kalafa w 2003 roku w Weronie, a po 6 latach ponownie wcielił się w rolę kontrowersyjnego i niebezpiecznego księcia w Covent Garden.
Cura kontynuował sezon 2008/2009 koncertami symfonicznymi w Bolonii i Budapeszcie, koncertami galowymi w Ochrydzie i Puli, przedstawieniami „Stiffelio”, „Carmen” i opery „Tosca” w Wiedniu, „Rycerskością wieśniaczą” i „Pajacami” w MET w Nowym Jorku oraz „Turandot”, „Rycerskością wieśniaczą” i „Pajacami” w Zurychu.

### 2010-teraz
Cura koncertuje na wielu scenach operowych wcielając się w swoje popisowe role-Otello, Samsona, Canio, Turiddu, Don José, Stiffelio, Cavaradossiego, Dicka Johnsona, Calafa, Edgara itd. W 2010 roku zadebiutował w roli Rodolfo w Cyganerii W Operze w Zurychu.
W 2013 roku wystąpił w roli Otello w MET, chwilę wcześniej, w ostatniej chwili, ratując przedstawienie „Carmen”, o co został poproszony tuż po wylądowaniu w Nowym Jorku. Bez prób, walcząc ze zmęczenim i jet-lagiem, wcielił się w rolę Don José, dzięki czemu przedstawienie nie zostało odwołane.

### Dyrygentura
W związku z tym, że Cura początkowo kształcił się na wydziale dyrygentury, jego talent wokalny pozostał nieodkryty do 1988 roku.
Stał się pierwszym artystą który równocześnie śpiewa i dyryguje-zarówno na koncertach, jak i podczas nagrań. Jako pierwszy łączy też na koncertach formy wokalne i symfoniczne.
Cura zapisał się w historii opery, kiedy w przedstawieniu „Rycerskości wieśniaczej” wcielił się w role dyrygenta, a po przerwie wszedł na scenę jako Canio z „Pajaców” w Operze Hamburskiej w lutym 2003 roku. W 2001 roku przyjął na okres trzech lat pozycję głównego dyrygenta gościnnego Sinfonia Varsovia; przed nim pozycję tę zajmował Yehudi Menuhin. Współpracę zainaugurował listopadowy koncert w Warszawie. Następnie Cura przewodził orkiestrze w serii szeroko uznanych przedstawień takich utworów symfonicznych, jak „Pinie rzymskie” Respighiego, Druga Symfonia Rachmaninowa, czy Dziewiąta Symfonia Beethovena. Z polskim zespołem Cura nagrał II Symfonię Rachmaninowa, oraz zbiór arii „Aurora”. Ulubiony dyrygent gościnny wszystkich europejskich orkiestr, poprowadził koncert noworoczny w Budapeszcie.
Jako doświadczony wykonawca, José Cura z sukcesem połączył role śpiewaka i dyrygenta, co udowodnił podczas koncertu w Konzerthaus w Wiedniu, w listopadzie 2002 roku, bezproblemowo przechodząc z roli tenora, prezentującego arie z najnowszej płyty, do roli dyrygenta, prowadzącego II Symfonię Rachmaninowa. 18 września dyrygował wykonaniem Piątej Symfonii Beethovena, w ramach VI Festiwalu Europejskiego w Jeleniej Górze. Następnie udał się do Sofii, gdzie 28 września poprowadził orkiestrę Bułgarskiej Filharmonii Narodowej, w programie koncertu znalazły się „Pinie rzymskie” Respighiego, „Tańce połowieckie” z opery „Kniaź Igor” Borodina i V Symfonia Czajkowskiego. W październiku 2003, powrócił do Pragi na koncert w formule „Standing-room-only”, w którym połączył arie Pucciniego z Dziewiątą Symfonią najbardziej znanego czeskiego kompozytora, Antonína Dvořáka. Ostatni koncert miał miejsce w Budapeszcie, podczas którego maestro poprowadził Węgierską Orkiestrę Symfoniczną Matav. Wykonywana wtedy Dziewiąta Symfonia Antonína Dvořáka została nagrana na żywo i wydana pod marką Cuibar. W kwietniu 2004 roku Cura dyrygował „Madame Butterfly” w Warszawie.
Maestro Cura dowiódł swojej wszechstronności na dyrygenckim podium w roku 2006. W lipcu powrócił do korzeni dyrygując wykonaniem dwóch utworów na Festiwalu Operowym w Miszkolcu na Węgrzech. Piękno programu, który otwarty został posępnym „Stabat Mater” Rossiniego, uwydatnione zostało interpretacją „Te Deum” Zoltána Kodálya. We wrześniu, w Plymouth w Anglii, poprowadził Ten Tors Orchestra w koncercie galowym. W programie gali znalazły się utwory Rossiniego (uwertura z „Wilhelma Tella”), Czajkowskiego („Eugeniusz Oniegin”), Gershwina (fragment „Porgy i Bess”), Verdiego („Nieszpory sycylijskie”) i Antonína Dvořáka. (Pieśń do Księżyca z „Rusałki” i finał Dziewiątej Symfonii). W grudniu Cura udał się w podróż do Włoch, w trakcie której wziął udział w telethonie wspierającym chorych na zanik mięśni. Podczas koncertów z L’orchestra della Fondazione Arturo Toscanini w Busseto i Piacenzy wykonywał II Koncert Fortepianowy i II Symfonię Rachmaninowa oraz „Tańce z Galanty” Zoltána Kodálya. Maestro zakończył miesiąc w Mantui dyrygując „Nieszporami sycylijskimi” Verdiego.

### Reżyseria i scenografia
W 2007 José Cura wyreżyserował i zaprojektował scenografię „La Commedia è finita”.
W maju 2008 wyprodukował „Bal maskowy” dla teatru w Kolonii, a następnie „Samsona i Dalilę” dla Badisches Staatstheater w 2010 (gdzie również zaprojektował kostiumy) i „Jaskółkę” w Lotaryńskiej Operze Narodowej oraz „Rycerskość wieśniaczą” i „Pajace” dla Królewskiej Opery Walońskiej w 2012.
Również w 2012 został pierwszym artystą który zaprojektował scenografię i kostiumy, jak również wyreżyserował operę i dyrygował nią. Był to spektakl „Jaskółka” w Lotaryńskiej Operze Narodowej w Nancy we Francji.

### Fotografia
W 2008 roku wydał swoją pierwszą książkę z fotografiami „Espontáneas” (ISBN 3-85881-193-9), zdjęcia z tej publikacji zostały wystawione w trakcie Tuscan Sun Festival w Cortonie.

## Najważniejsze nagrania
Dyskografia i filmografia Cury pokrywa się z jego głównym repertuarem operowym, koncertowym i występami w charakterze dyrygenta. W 2002 stworzył Cuibar Phono Video (CPV). W tym samym roku, nakładem CPA wydał Drugą Symfonię Rachmaninowa z Sinfonia Varsovia. Jego prace nadal wydawane są przez tę wytwórnię.

### Dyskografia
| Rok  | Nagranie                            | Firma fonograficzna |
| ---- | ----------------------------------- | ------------------- |
| 1994 | Le Villi                            | Erato               |
| 1996 | Iris                                | BMG – Ricordi       |
| 1997 | Anhelo                              | Erato               |
| 1997 | Puccini Arias                       | Erato               |
| 1998 | Fedora                              | ECA                 |
| 1998 | Samson et Dalila                    | Erato               |
| 1999 | Verismo                             | Erato               |
| 2000 | Pagliacci                           | Decca               |
| 2000 | Verismo                             | Erato               |
| 2000 | La Traviata à Paris                 | Teldec              |
| 2000 | Manon Lescaut                       | Deutsche Grammophon |
| 2001 | Bravo Cura Tour Collection          | Erato               |
| 2002 | Artist Portrait                     | Warner Classics     |
| 2002 | Boleros                             | Warner Classics     |
| 2002 | Aurora                              | CPV                 |
| 2002 | Rachmaninov Symphony N.2 in E minor | CPV                 |
| 2003 | Dvorak Love Songs / Symphony N.9    | CPV                 |

### Filmografia
| Rok  | Nagranie                           | Firma               |
| ---- | ---------------------------------- | ------------------- |
| 1999 | Great Composers                    | BBC                 |
| 1999 | In Passione Domini                 | RAI                 |
| 2000 | Puccini: Il Trittico               | BMG – Ricordi       |
| 2001 | A Passion for Verdi                | RM Associates       |
| 2001 | Tosca                              | Kultur              |
| 2001 | Verdi Gala                         | Euro Arts           |
| 2002 | Il Trovatore                       | BBC – Opus Arte     |
| 2004 | Verdi Gala                         | Dynamic             |
| 2005 | Manon Lescaut                      | TDK                 |
| 2006 | Andrea Chénier                     | Rai Trade           |
| 2007 | La Traviata à Paris                | RAI Cinema          |
| 2007 | Otello                             | Opus Arte           |
| 2008 | José Cura in Concert Budapest 2000 | Cuibar – Bravissimo |
| 2009 | Edgar                              | Arthaus – RAI Trade |
| 2010 | Cavalleria/Pagliacci               | SWR – Arte          |
| 2012 | Samson et Dalila                   | Cuibar – Arthaus    |

## Nagrody i Wyróżnienia[74]
| Rok  | Nagroda/Wyróżnienie                                     | Nadający                                                     |
| ---- | ------------------------------------------------------- | ------------------------------------------------------------ |
| 1994 | 1st Prize                                               | Plácido Domingo’s Operalia International Opera Competition   |
| 1996 | Abbiati Award                                           | Premio Franco Abbiati della Critica Musicale Italiana, Italy |
| 1998 | Orphée D’Or                                             | Académie du Disque Lyrique, France                           |
| 1999 | Professor Honoris Causae                                | Universidad C.A.E.C.E, Argentina                             |
| 1999 | Citizen of Honour                                       | City of Rosario, Argentina                                   |
| 1999 | ECHO Singer of the Year                                 | Deutsche Phono-Akademie, Germany                             |
| 2000 | Chevalier de l’Ordre du Cèdre                           | Lebanese Government                                          |
| 2001 | Artist of the Year                                      | Grup de Liceistes – Barcelona, Spain                         |
| 2002 | The Ewa Czeszejko                                       | Sochacki Foundation Award, Poland                            |
| 2003 | Artist of the Year                                      | Catullus Prize, Italy                                        |
| 2004 | Citizen of Honour                                       | City of Veszprem, Hungary                                    |
| 2005 | Citizen of Honour                                       | City of Piacenza, Italy                                      |
| 2005 | Città di Baveno                                         | Festival Umberto Giordano, Italy                             |
| 2006 | Giovanni Zanatello Artist of the 2005 Season            | Arena di Verona, Italy                                       |
| 2006 | Enric Granados Award                                    | Enric Granados, Spain                                        |
| 2006 | Insigna d’or                                            | Amics de l’Opera de Lerida, Spain                            |
| 2007 | Career Achievement Award                                | Lebanese Society of Rosario, Argentina                       |
| 2008 | Best Argentinean Opera Singer of 2007                   | Fundación Teatro Colón, Argentina                            |
| 2009 | Best Argentinean Male Singers of the Decade (1999-2008) | Fundación Konex, Argentina                                   |
| 2009 | Career Medal                                            | Fondazione Ugo Becattini, Italy                              |
| 2010 | Österreicher Kammersänger                               | Wiener Staatsoper, Austria                                   |

## Nauczanie i mecenat
Jest mecenasem New Devon Opera i vice-przewodniczącym British Youth Opera. W 2007 roku został zaangażowany jako gościnny wykładowca Królewskiej Akademii Muzycznej w Londynie. Nauczał w wielu klasach mistrzowskich w różnych instytucjach, najbardziej godna wzmianki jest praca dla Nancy Opera Passion, która skupia się na promowaniu młodych talentów na scenach światowych.

## Praca charytatywna
W 2005 roku Cura wziął udział w Telethonie na rzecz chorych na zanik mięśni.
W sierpniu 2007 został honorowym współzałożycielem Associação Portuguesa Contra a Leucemia (APCL) za wieloletnie wsparcie w walce o wynalezienie leku na białaczkę. Od 2008 roku współpracuje z węgierską fundacją Salva Vita.